# Вивьен де Шатобрен, Иосиф-Евстафий Иосифович
Иосиф-Евстафий Иосифович Вивьен де Шатобрен (Жозеф Эсташ Вивьен де Шатобрен; фр. Joseph Eustache Vivien de Châteaubrun; 1793—1852) — русский портретист-акварелист французского происхождения, литограф и миниатюрист.

## Биография
Происходил из французского дворянского рода, приехавшего в Россию из Польши. В 1818—1850 служил в Кремле преподавателем рисования в Дворцовом архитектурном училище. В 1850 году вышел в отставку по болезни. Обучал на дому юного И. С. Тургенева чертежам и рисунку. Известен как автор портретов ряда выдающихся современников, в том числе П. Я. Чаадаева, В. Л. Пушкина, П. А. Вяземского, Е. А. Баратынского.
Карандашный с растушёвкой портрет А. С. Пушкина, выполненный в 1826 — начале 1827, числится пушкинистами среди лучших и вернейших изображений поэта.

## Семья
Жена — Вильгельмина Михайловна Керцелли (1800—1872).
В браке было 4 сына и 4 дочери:
- Вильгельм Леон Вивьен де Шатобрен (1819—?) — архитектор и художник, выпускник Дворцового архитектурного училища
- Александр Вивьен де Шатобрен — архитектор и художник.
- Иосиф Вивьен де Шатобрен — полковник.
- Мария Иосифовна Вивьен де Шатобрен (1817—?). Была замужем дважды. Первый супруг (с 1849) — Иван Иванович Макке (1800—1862), купец. Второй супруг — Андрей Карлович Лотер, симбирский купец.

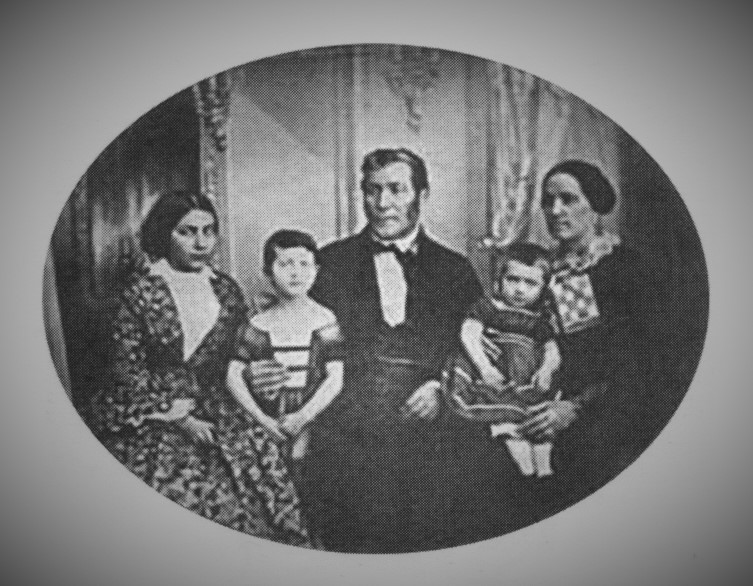
Иван Макке с женой Марией Иосифовной (Осиповной), справа, сестрой Марией, слева, и дочерьми Маргаритой и Матильдой (фото 1860-х г.).

## Галерея

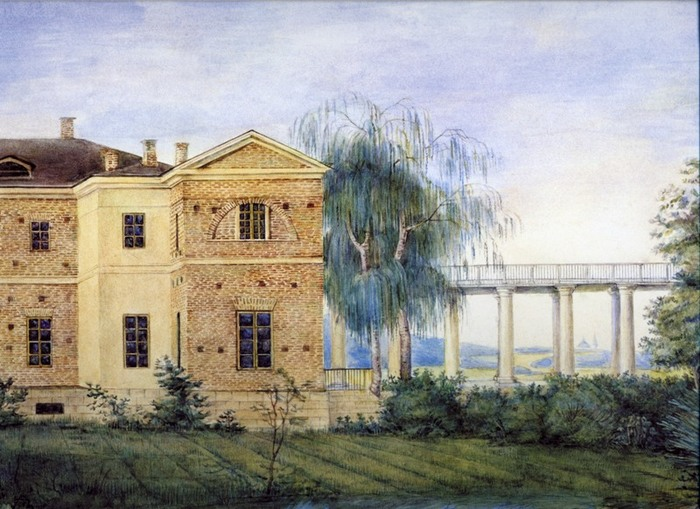
Вид усадьбы Остафьево, 1817.
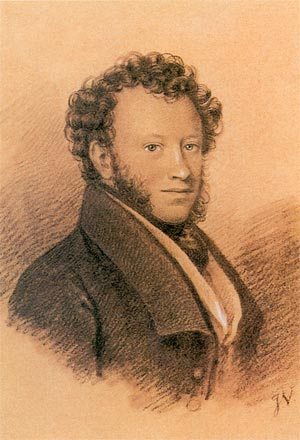
Портрет Пушкина, 1826.
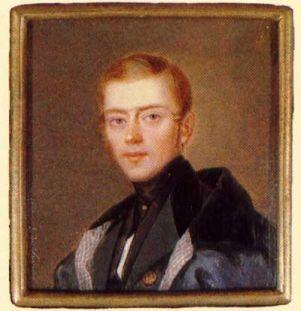
Портрет сына,  Вильгельма Леона Вивьен де Шатобрена, 1840-е.
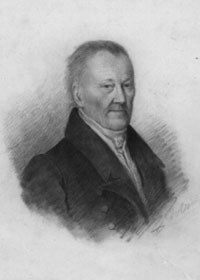
Портрет бригадира Леонтьева, 1828.
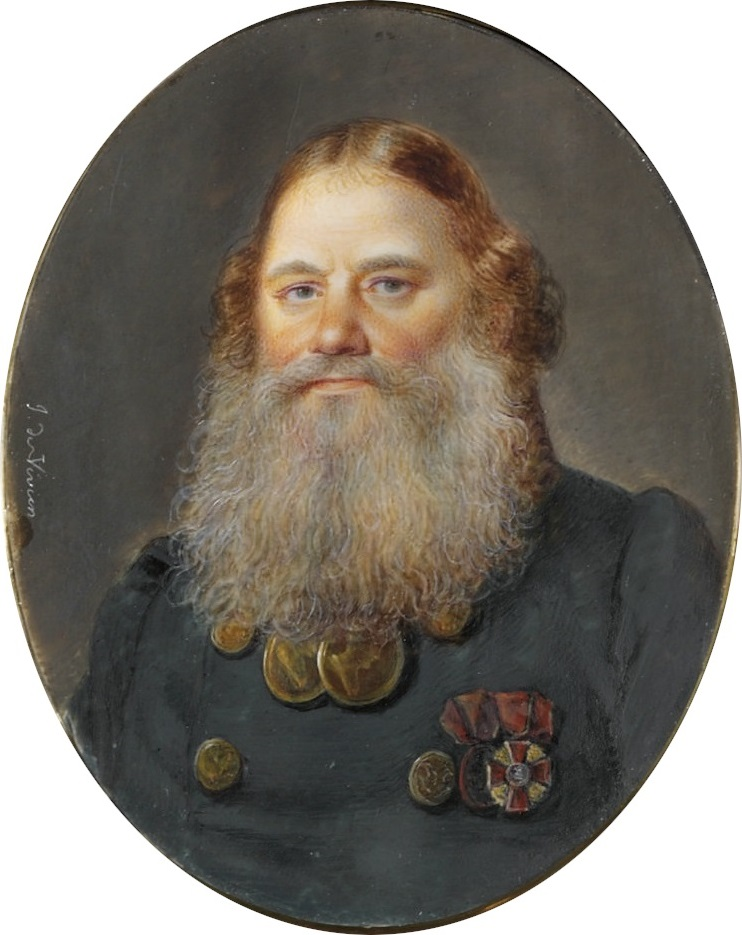
Портрет царского кучера Ильи Байкова.
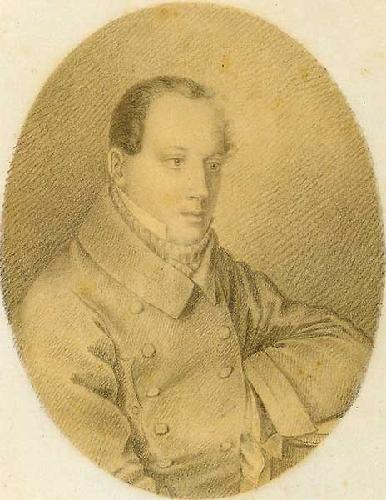
Портрет Чаадаева, 1820-е.
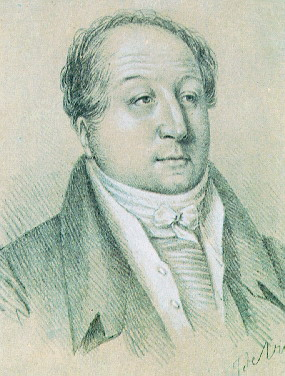
Портрет Василия Львовича Пушкина, около 1823.
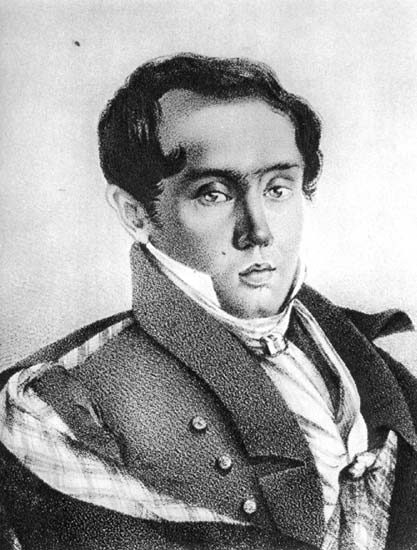
Портрет Баратынского, 1820-е.